# Toumbotino

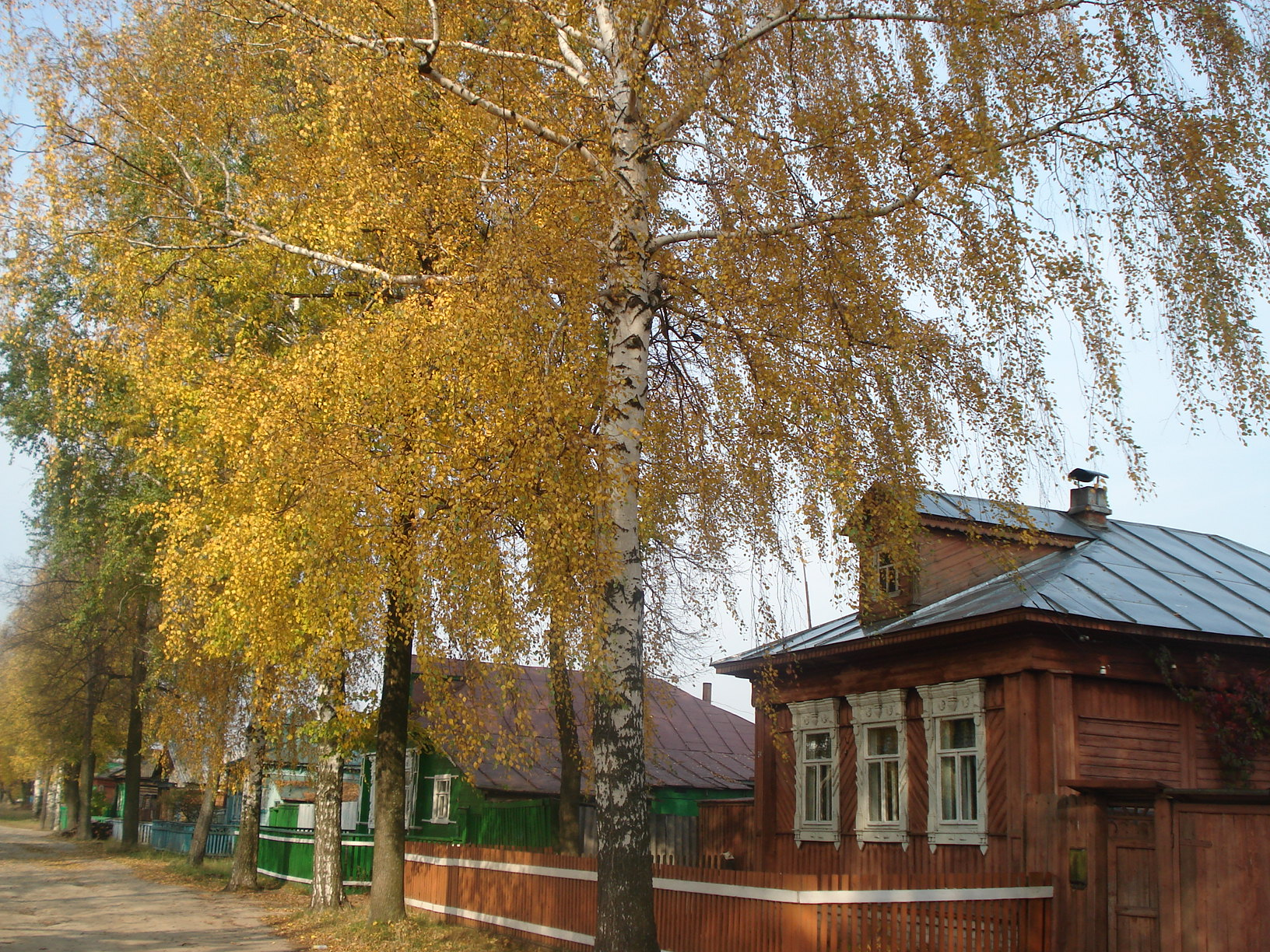
Rue de Toumbotino.

Toumbotino (Ту́мботино) est une commune urbaine située en Russie dans le raïon de Pavlovo dépendant de l'oblast de Nijni Novgorod. C'est le centre administratif de la municipalité villageoise de type urbain de Toumbotino. Sa population était de 6 855 habitants en 2017.

## Géographie
La municipalité se trouve sur la rive gauche de la rivière Oka, sur une première terrasse au-dessus de la plaine inondable, et à 3 km de la ville de Pavlovo (qui se trouve sur la rive d'en face). Elle est à 44 km au sud de Gorokhovets, à 30 km de la gare de chemin de fer de Gorokhovets (village de Velikovo) sur la ligne Moscou — Nijni Novgorod de la nouvelle ligne du Transsibérien.
De Toumbotino dépendent les villages de Stepankovo (avec une station de pompage d'essence) et de Staroïe Chtcherbinino.

## Histoire
Le village est mentionné dès les années 1580 comme ayant une douzaine de foyers. Il est formellement mentionné comme village vers 1680, étant en rapport avec Pavlovo en face. Il doit son nom à la langue mordve, dérivant du mort « omout » qui signifie tourbillon d'eau en russe ; ceux-ci étaient nombreux sur l'Oka.
Le village a obtenu le statut de village de type urbain en 1938. 

## Économie
Toumbotino possède une usine d'instruments de médecine (notamment chirurgicaux) et une usine du nom  d'« Horizont », produisant des ciseaux.

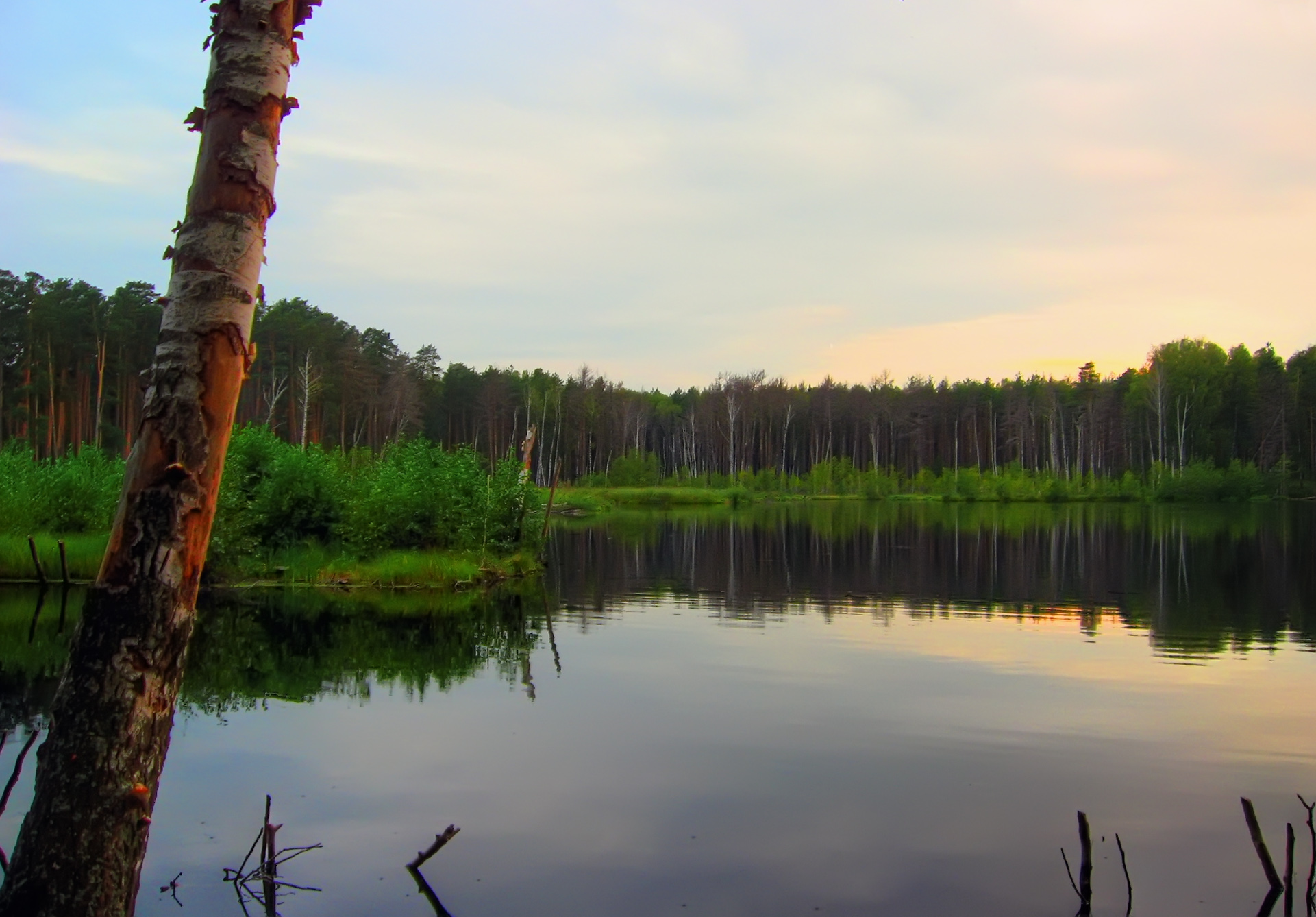
Lac Saint de Toumbotino (Sviatoïe Toumbotinskoïe ozero)

## Transport
Des lignes d'autocars et de taxis collectifs longent la rive gauche de l'Oka et traversent vers Pavlovo, d'autres vers la gare de Gorokhovets et divers villages. 

## Éducation
Le village dispose de quatre jardins d'enfant «Le Bouleau (Берёзка)», « La Luciole (Светлячок)», «Le Petit nid (Гнёздышко)» et « du Jubilé (Юбилейный)», ainsi que de deux écoles d'enseignement général.

## Patrimoine
Le village possède une église construite en pierre au tournant du XVIIIe siècle et du XIXe siècle consacrée à l'Annonciation. Fermée à l'époque soviétique, elle a servi de dépôt de pain, puis est tombée à moitié en ruines. Elle a été rendue au culte au début des années 2000.
La municipalité a fait ériger un mémorial en souvenir des fabricants de ciseaux en 1999. Toumbotino est connu aussi pour ses luges et traîneaux typiques.

## Source de la traduction
- (ru) Cet article est partiellement ou en totalité issu de l’article de Wikipédia en russe intitulé « Тумботино » (voir la liste des auteurs).